# الی لونتال
الی لونتال (به انگلیسی: Eli Leventhal) هافبک اهل اسرائیل است که از سال ۱۹۷۴ تا ۱۹۷۷ میلادی عضو تیم ملی فوتبال اسرائیل بوده و در ۲۵ بازی ملی حضور داشته‌است. الی لونتال توانسته در بازی‌های ملی، ۱ گل به ثمر برساند.